# Micaria punctata
Micaria punctata är en spindelart som beskrevs av Banks 1896. Micaria punctata ingår i släktet Micaria och familjen plattbuksspindlar. Inga underarter finns listade i Catalogue of Life.